# Awrah
Awrah (en árabe: عورة‎) es el término usado en el Islam para identificar aquellas partes del cuerpo humano que no deben ser expuestas en público, exponer dichas partes constituye haram. Por lo tanto el concepto se encuentra relacionado con hijab, o el hijab de las vestimentas. La definición exacta varía entre distintas escuelas de pensamiento islámico.

## Definición

### Hombres
En las interpretaciones sunni, el awrah de un hombre hace referencia a aquellas partes del cuerpo entre el ombligo y las rodillas. Ni los hombres ni las mujeres deben descubrir sus genitales nunca excepto cuando están en privado. Los hombres y las mujeres deben estar vestidos con ropas sueltas y de un material que no se transparenta ni deja ver el color de su piel y las formas características del otro.

### Mujeres
El  awrah de las mujeres es un tema más complejo y varía de acuerdo con el contexto y la  situación:
- Frente a un mahram (un pariente cercano varón), el awrah de una mujer se refiere a aquellas partes de su cuerpo que se encuentran entre el ombligo y las rodillas (incluyendo las rodillas) y el estómago y la espalda. Se define como espalda aquella que es paralela al estómago por debajo del pecho hasta el ombligo.[3] Sin embargo, algunas autoridades no están de acuerdo con esta interpretación.
- Frente a otras mujeres musulmanes, el awrah de una mujer es el mismo que el awrah de un hombre frente a otros hombres, es decir desde el ombligo hasta las rodillas incluyendo las rodillas.[4]
- Existe cierto disenso con respecto a cual es el awrah de las mujeres frente a mujeres no musulmanas. Mientras que algunos estudiosos indican que las mujeres deben estar completamente cubiertas excepto por su cara y manos, otros sostienen que el awrah de una mujer frente a otra mujer que no es de la familia es el mismo a que si estuviera con una mujer musulmana.[5]
- Existen algunas discrepancias con respecto al awrah en frente de hombres ajenos a la familia (sean musulmanes o no). Existen diferentes opiniones entre los musulmanes sobre si la cara y las manos de una mujer deben permanecer cubiertos. El tema del niqab continúa siendo un tema de debate, especialmente en lo que respecta a si es obligatorio o solo un acto que complace a Allah.[6] los musulmanes Salafi creen que el awrah de una mujer frente a hombres que no son de la familia es todo su cuerpo incluyendo su cara y manos.[2][7][8]
- Awrah en el Salah: Mientras reza el Salah una mujer musulmana debe cubrirse todo su cuerpo excepto su cara y las manos.

La definición del awrah para las mujeres no es tan sencillo como eso, porque hay opiniones diferentes entre los eruditos musulmanes sobre el awrah, hay eruditos qué piensen que la obligación de cubrir la cara es aplicable en todo momento en presencia de los hombres (excepto su marido), y también hay eruditos qué piensen qué la obligación de cubrir todo el cuerpo excepto la cara y los dos manos es sólo aplicable durante el salah e ihram.
Notar que en varias de las definiciones previas de awrah, por ejemplo en frente de hombres mahram sería permitido a una mujer exponer su cabeza, cara, pelo, cuello, pecho (incluyendo mamas), hombros, manos, antebrazos, y piernas por debajo de las rodillas.

## Cita
Cita relacionadas con el concepto de awrah
"¡Profeta! Di a tus esposas, a tus hijas y a las mujeres de los creyentes que se cubran con el manto. Es lo mejor para que se las distinga y no sean molestadas. Alá es indulgente, misericordioso." -Al-Ahzab:59 (Qur'an)